# 小頭鰻鱗鱈
圖氏鰻鱗鱈為輻鰭魚綱鱈形目南極鱈科的其中一種，分布於南冰洋海域，棲息深度1976-3040公尺，為深海魚類，體長可達30公分，棲息在大陸棚、大陸坡，以浮游生物為食。